# 赤坂Sacas
35°40′22″N 139°44′9″E / 35.67278°N 139.73583°E

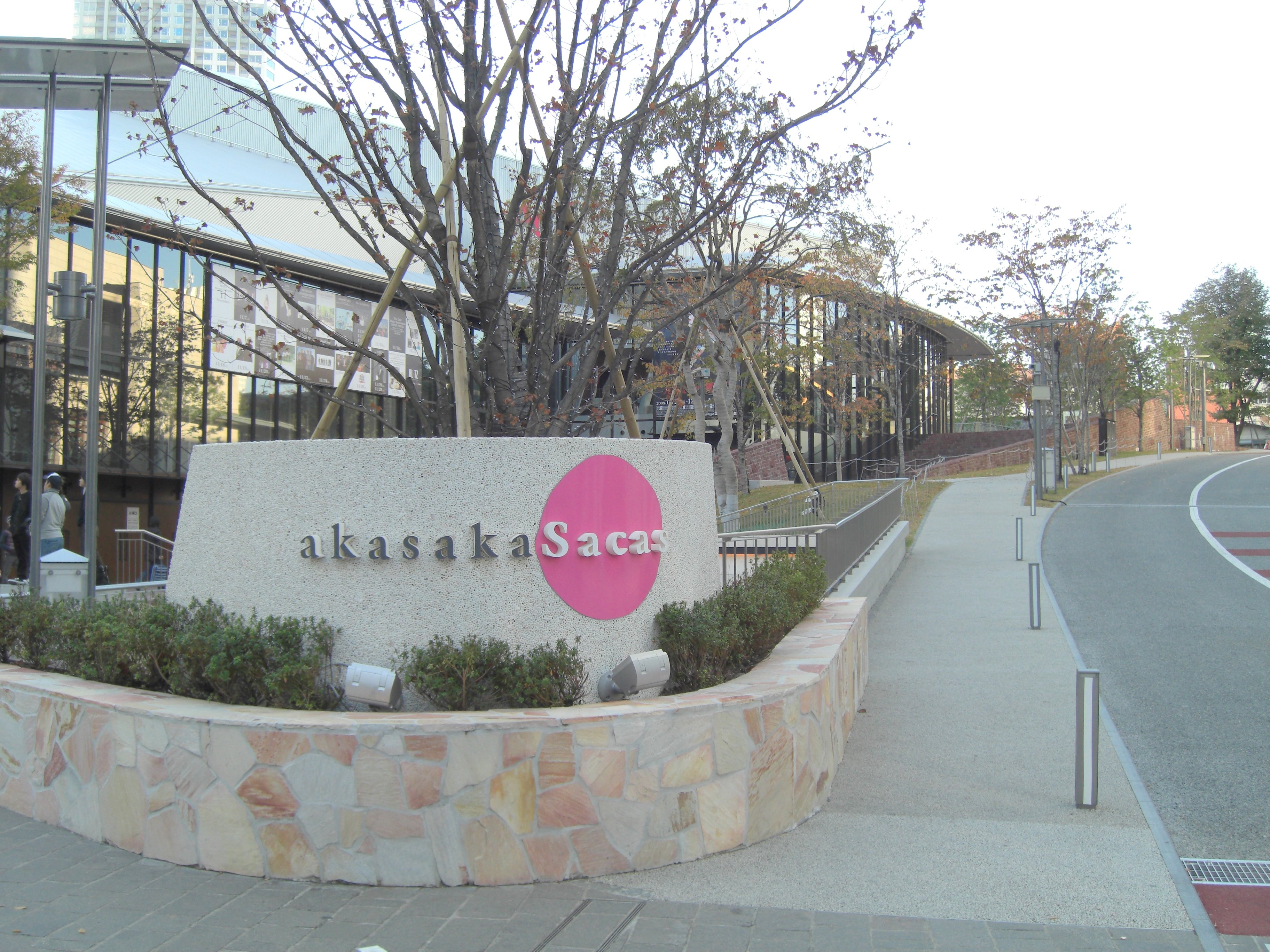
赤坂Sacas的入口——Sacas坂

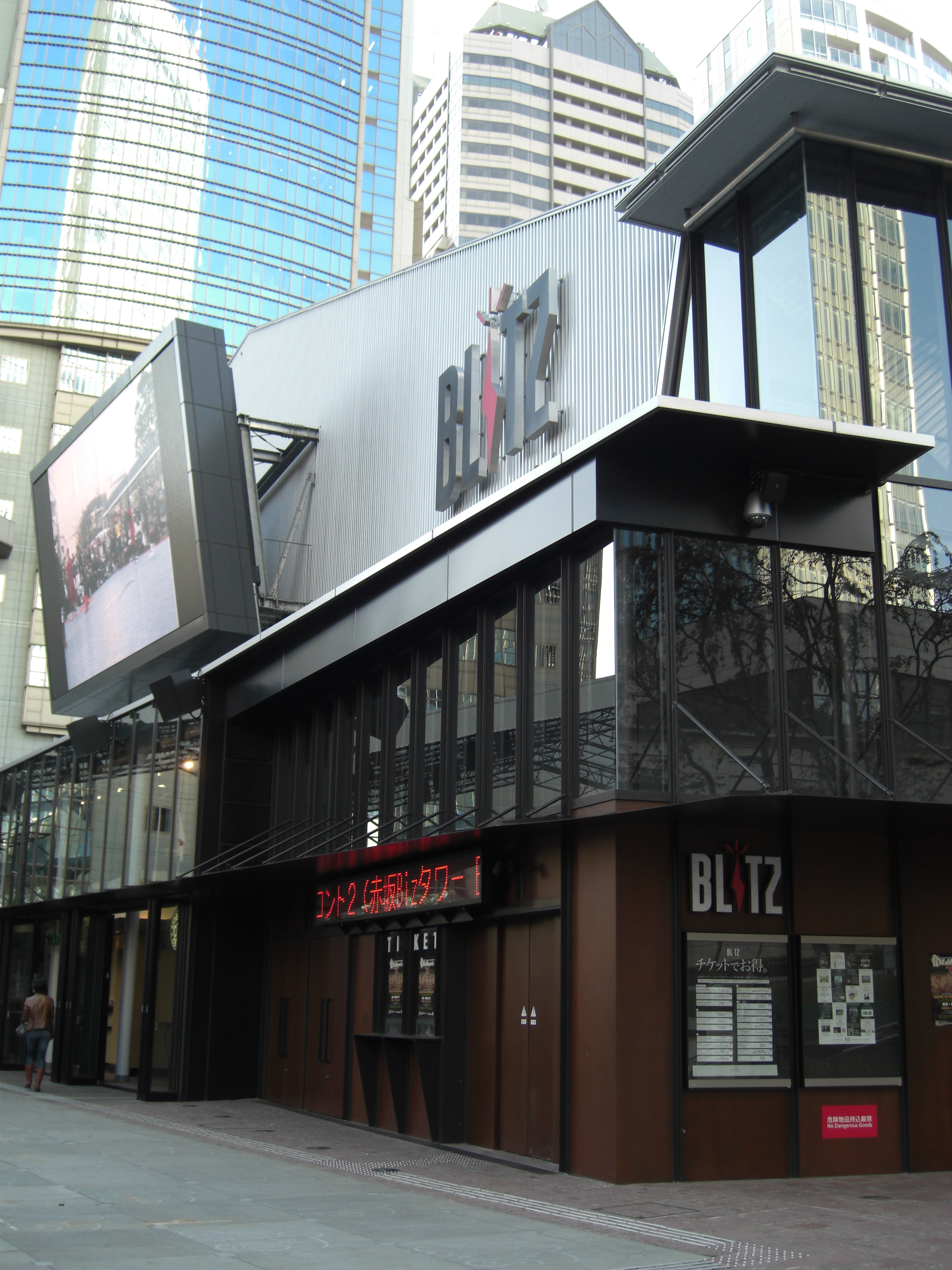
赤坂BLITZ

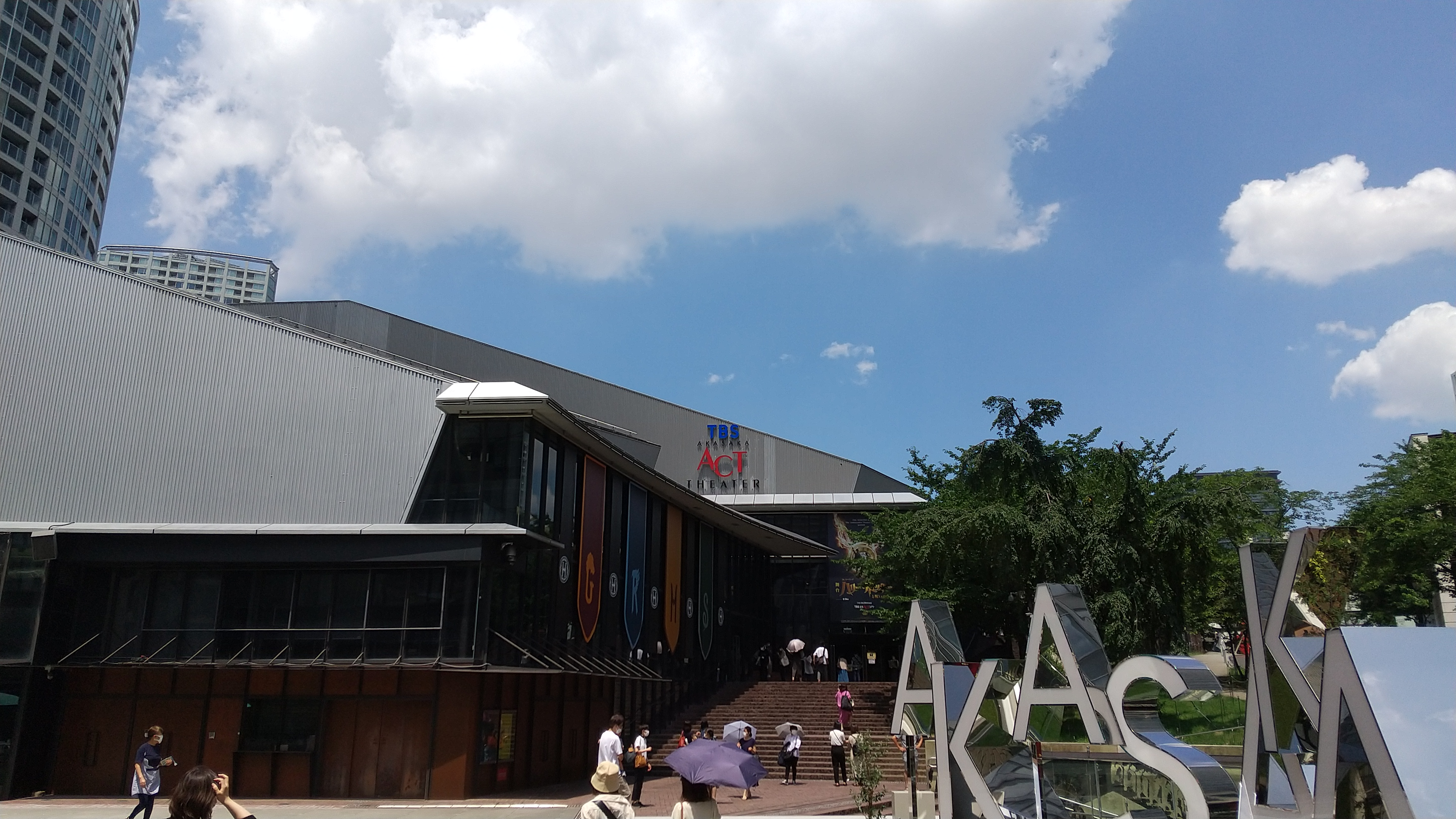
TBS赤坂ACT剧场

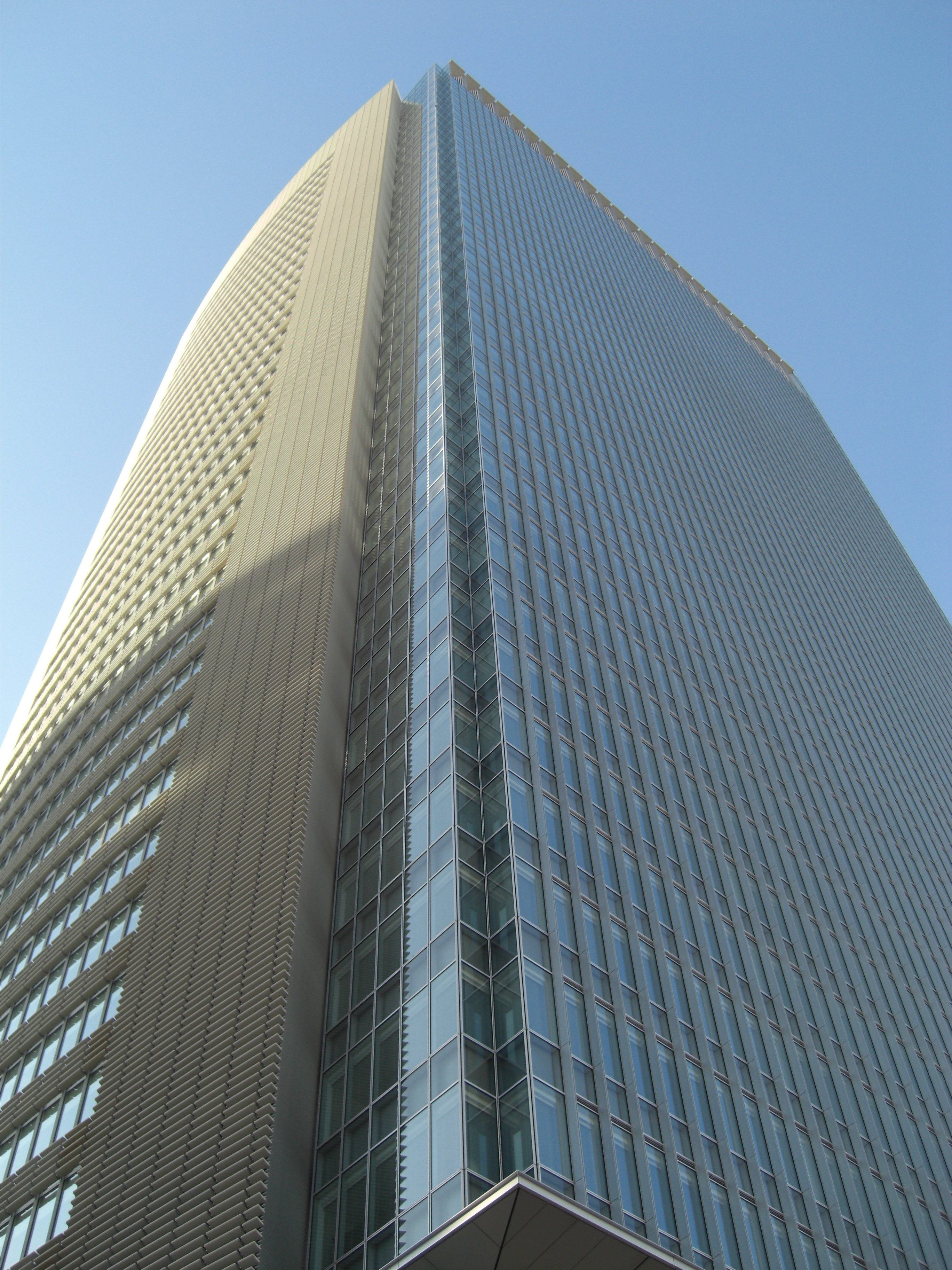
赤坂Biz塔楼大厦

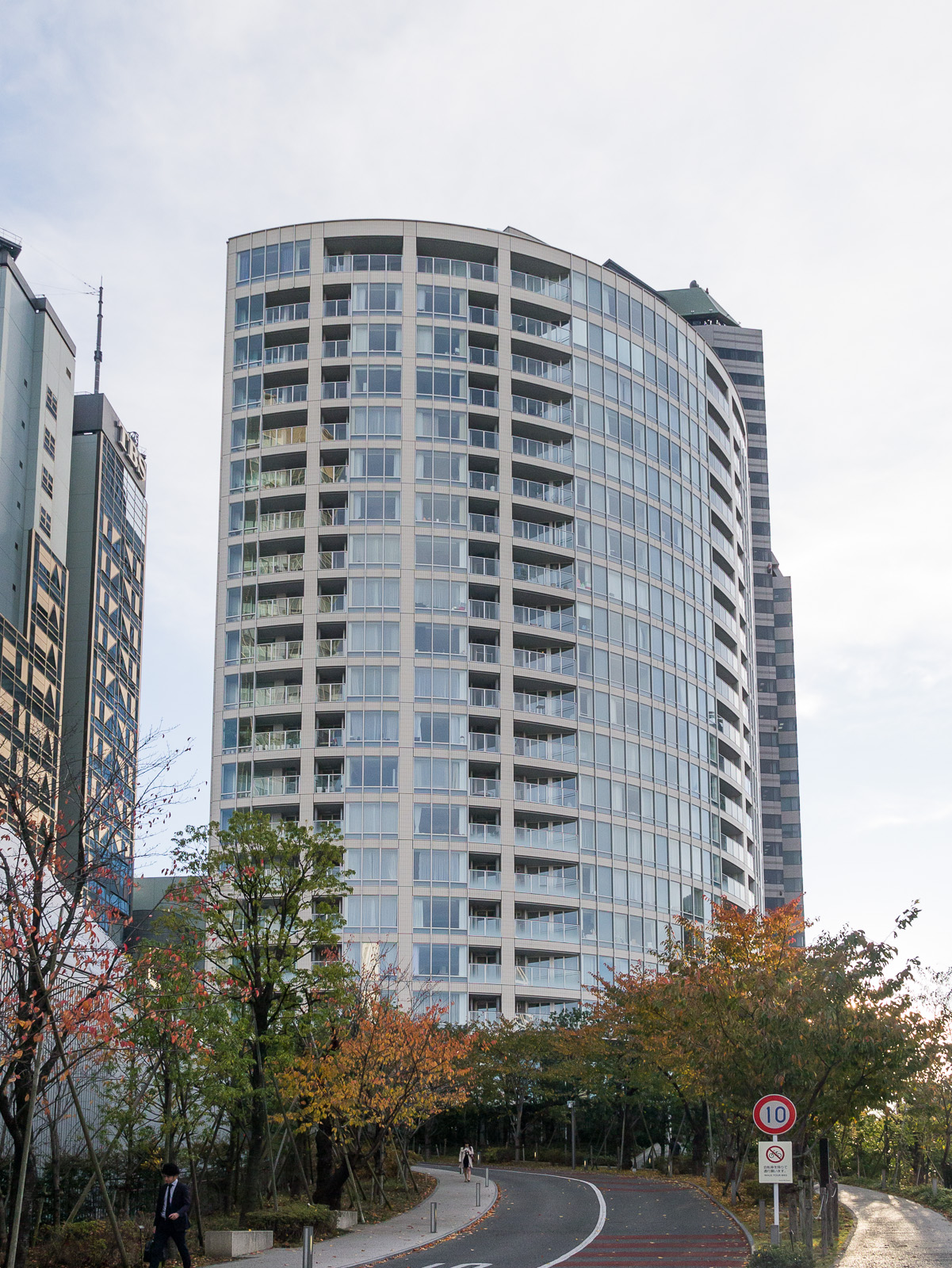
赤坂 The Residence

赤坂Sacas（日语：／ Akasaka Sakasu */?）是位於日本东京都港区赤坂5丁目的都市再开发区，由媒體企業TBS主導開發，於2008年3月20日完工開幕。

## 历史
赤坂Sacas中的“Sacas”，第一个意思是“樱花盛开”，第二个意思是“赤坂有很多坡道”（坂，日语读音为saka，即saka＋s＝sakas）。而且赤坂Sacas的日文罗马字写法“akasaka Sacas”从后面开始读为“SACA・SAKA・SAKA”（坂・坂・坂）。
计划当初被称为“TBS赤坂5丁目再开发计划”，在1994年东京放送（TBS，现TBS控股）搬迁至东京都港区赤坂TBS放送中心后的旧总部（2003年前曾以赤坂媒体大楼为名使用）的空地开发，由土地所有人东京放送与地产开发商三井不动产进行。于2008年3月20日盛大开业，一时关闭的赤坂BLITZ与赤坂ACT剧场也全面重新开业。
2008年夏，TBS举办夏季大型活动“夏Sacas'08”，以后毎年举办。
2009年春，赤坂Sacas内的卫星广播“studio Sacas”启用。
2009年10月，赤坂Sacas获得2009年度优良设计奖。

## 主要设施
- TBS放送中心
- Sacas广场
  - studio Sacas（在Sacas广场设置的固定电视广播。）
- 赤坂美术馆
- 赤坂BLITZ
- TBS赤坂ACT劇場
- 赤坂Biz塔楼大厦
- 赤坂 The Residence（高级租赁住宅）

## 前往方法
- 千代田线赤坂站直达
- 银座线丸之内线赤坂见附站从belleVie赤坂出口步行8分钟
- 银座线、南北线溜池山王站从7号出口步行7分钟

## 图片集

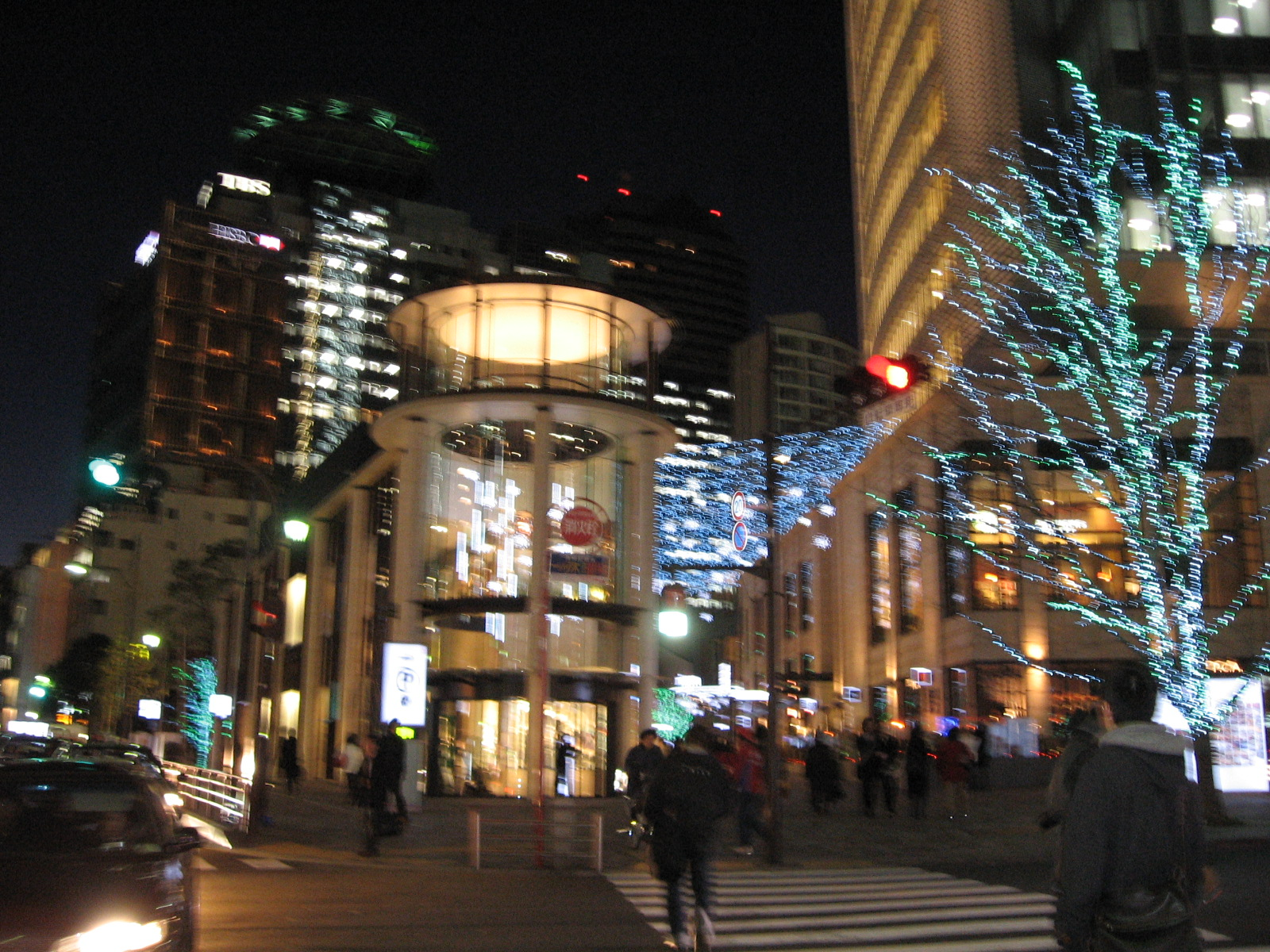
赤坂Sacas的夜景
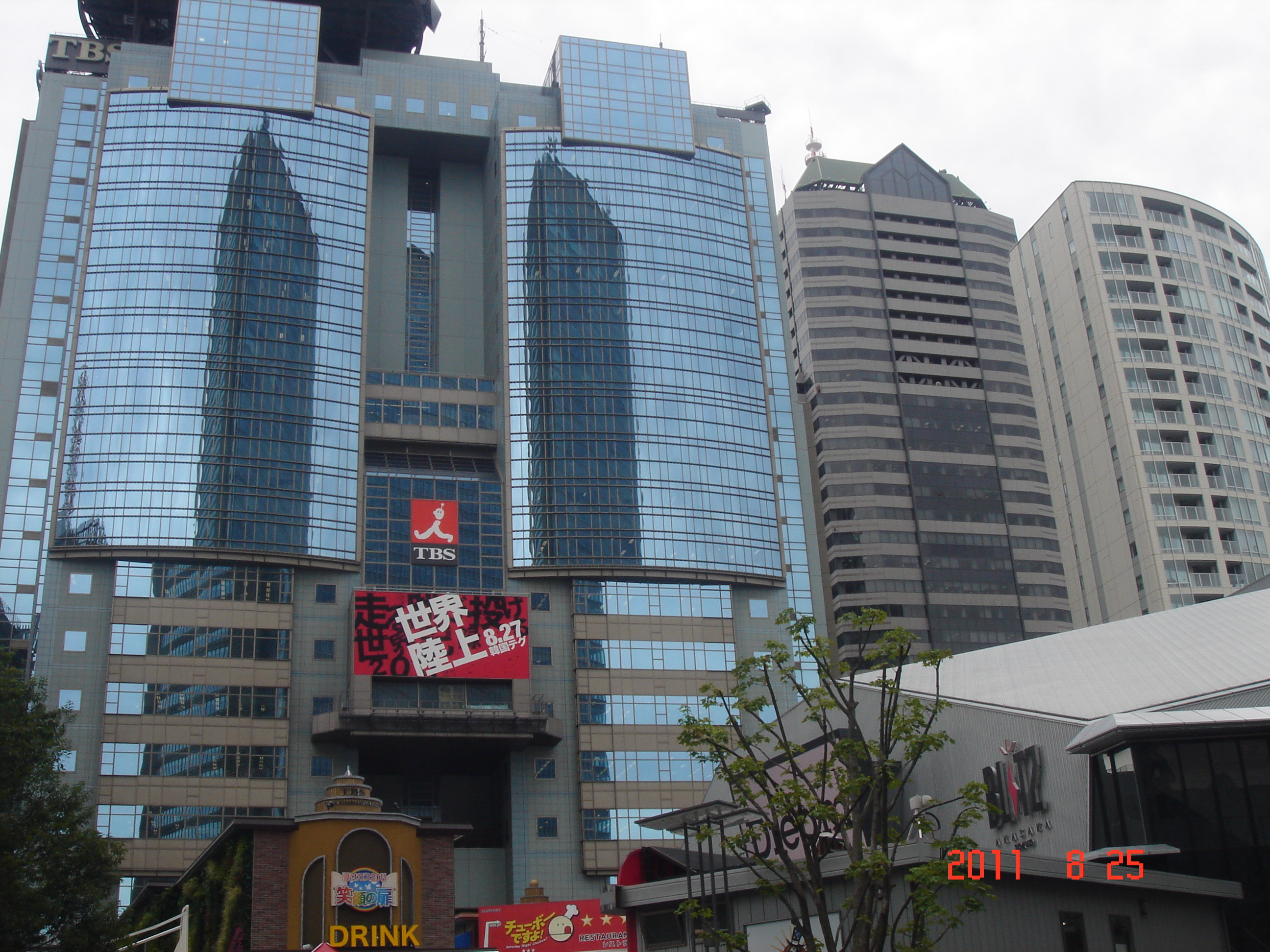
夏Sacas2011活动期间中的赤坂Sacas
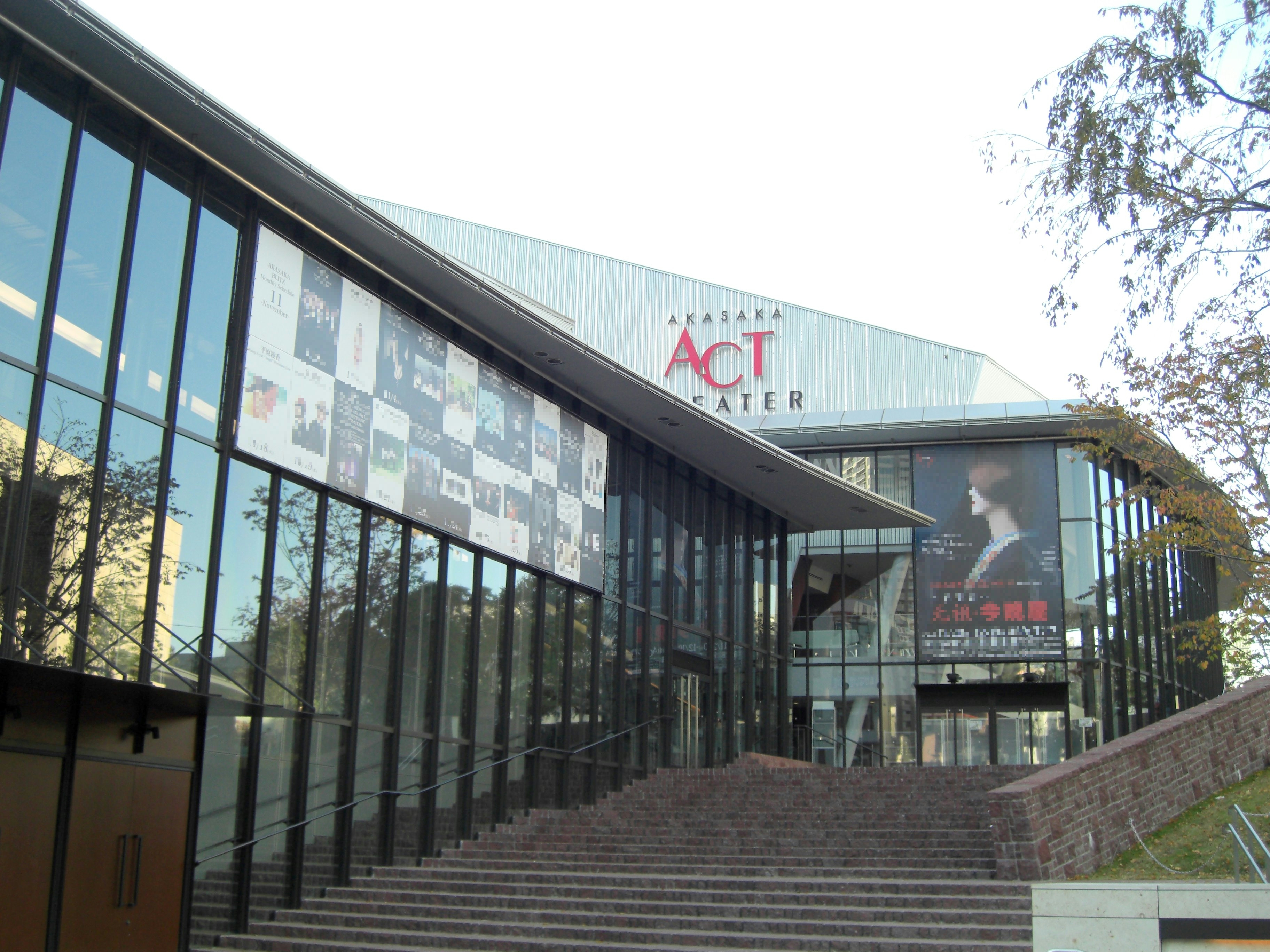
赤坂ACT剧场(2008)